# Arco (servizio ferroviario)

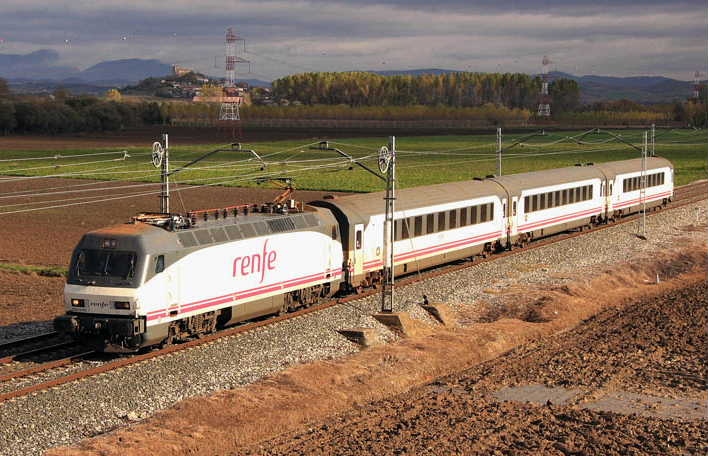
Convoglio Arco sulla ferrovia Madrid-Hendaye

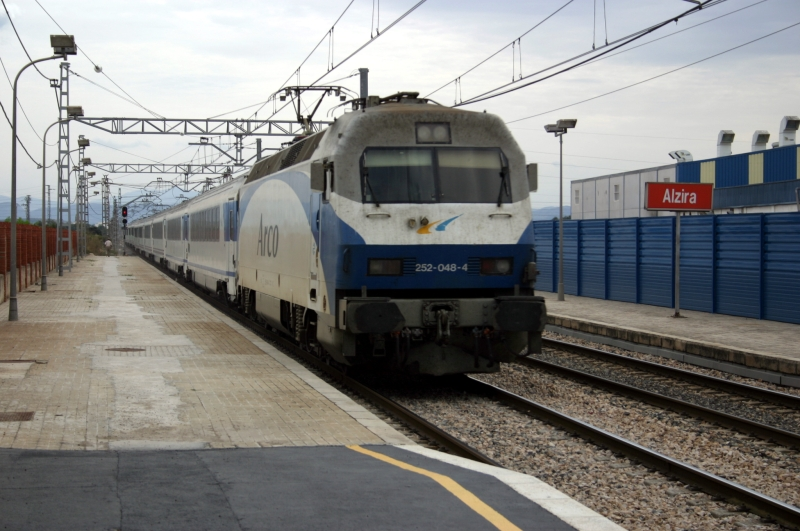
Arco 697 García Lorca mentre attraversa la stazione di Alcira (Valencia)

Arco è stato un servizio ferroviario spagnolo di trasporto passeggeri gestito dalla Renfe operato su varie tratte tra il 2001 e il 2012.

## Descrizione e storia
Il servizio Arco originale consisteva in collegamenti ferroviari interregionali, con fermate però anche in piccoli centri abitati e in alcuni capoluoghi di provincia, un po' come oggi opera il servizio Intercity di Renfe (realizzato però con altro materiale rotabile), potendosi considerare un ibrido tra un servizio espresso e uno regionale.
Negli anni questo servizio però, non essendo offerto su tratte che avevano come termine grandi città, venne mano a mano sostituito da altri servizi ferroviari più moderni e veloci (Alaris, Alvia, ecc.). Tra il 2008 e il 2012 i convogli Arco hanno continuato ad essere utilizzati per altri servizi passeggeri, come il sopracitato servizio Intercity. Sono stati impiegati per l'ultima volta in un servizio commerciale il 1º marzo 2020, quando i convogli sono stati ritirati definitivamente a causa dell'eccessiva presenza di amianto, e non essendo più in regola con le nuove norme entrate in vigore sull'alta velocità spagnola. L'ultima tratta coperta mediante treni di questa serie è stata quella portata a termine dall'Intercity tra Galizia e i Paesi Baschi.